# William L. Hendricks
William L. Hendricks (Grand Prairie, 3 maggio 1904 – 29 marzo 1992) è stato un militare e produttore cinematografico statunitense, colonnello della United States Marine Corps Reserve (USMCR), una forza armata degli United States Marine Corps.

## Carriera
È stato uno dei promotori del programma della USMCR "Toys for Tots", fondato nel 1947 da Hendricks, su suggerimento della moglie Diane, con l'obiettivo di distribuire giocattoli ai bambini i cui genitori non potevano permettersi di fare dei regali per Natale. Ha anche lavorato nell'industria cinematografica per molti anni, inizialmente producendo documentari per l'esercito degli Stati Uniti d'America e infine come produttore esecutivo di Warner Bros. fino al 1978, diventando poi produttore della serie Looney Tunes (dal 1967 al 1969).
Nel 1961 ha ricevuto il premio Oscar onorario per il suo «straordinario servizio patriottico» nell'aver prodotto il cortometraggio documentaristico sul corpo dei Marines A Force in Readiness. Nel 1969, per i suoi meriti nel promuovere il programma "Toys for Tots", ha ricevuto la Legion of Merit degli Stati Uniti d'America.